# Stefania Gobbi
Stefania Gobbi (* 13. April 1995 in Padua) ist eine italienische Ruderin.

## Karriere
Stefania Gobbi begann 2009 mit dem Rudersport. 2012 gab sie ihr internationales Debüt im Doppelvierer bei den Junioren-Europameisterschaften in Bled. Zusammen mit Veronica Calabrese, Giulia Campioni und Valentina Rodini gewann sie die Bronzemedaille hinter den Booten aus Rumänien und Weißrussland. Zur Junioren-Weltmeisterschaft rückte Carmela Pappalardo für Campioni in den Doppelvierer. Als dritte des Halbfinales konnten sie sich für das A-Finale qualifizieren, kamen dort aber nicht über den letzten und damit sechsten Platz hinaus. Ein Jahr später nahm sie wieder im Doppelvierer an der Junioren-Europameisterschaft 2013 teil. Dieses Mal gewann sie mit Arianna Mazzoni, Chiara Ondoli und Valentina Rodini hinter den Rumäninnen die Silbermedaille. Im August konnte sie dann bei der Junioren-Weltmeisterschaft zusammen mit Valentina Rodini, Valentina Iseppi und Chiara Ondoli den Titel im Doppelvierer gewinnen.
2014 ging sie im Doppelvierer zusammen mit Ludovica Serafini, Cecilia Bellati und Chiara Ondoli bei der U23-Weltmeisterschaft an den Start. Sie schafften es nicht sich für das A-Finale zu qualifizieren, konnten aber das B-Finale gewinnen und damit den Wettbewerb auf dem siebten Platz abschließen. Nachdem sie 2015 nicht für die Nationalmannschaft nominiert wurde, startete sie in der Saison 2016 wieder im Doppelvierer bei der U23-Weltmeisterschaft. Mit Kiri Tontodonati, Valentina Iseppi und Chiara Ondoli gelang es ihr sich für das A-Finale zu qualifizieren, wo sie mit 25/100 Sekunden hinter Frankreich den vierten Platz belegten und eine Medaille knapp verpassten. 2017 startete sie zusammen mit Kiri Tontodonati im Doppelzweier bei den Europameisterschaften. Hinter den Booten aus Tschechien und den Niederlanden konnten sie die Bronzemedaille gewinnen. Beim dritten Ruder-Weltcup der Saison in Luzern gewannen die beiden das B-Finale und schlossen den Wettbewerb damit auf dem siebten Platz ab. Bei der U23-Weltmeisterschaft konnte sie zusammen mit Valentina Iseppi die Silbermedaille im Doppelzweier hinter den Weißrussinnen gewinnen. Zum Ende der Saison ging sie wieder mit Kiri Tontodonati im Doppelzweier bei der Weltmeisterschaft in Sarasota-Bradenton an den Start. Sie wurden dritte im B-Finale und belegten damit am Ende den neunten Platz bei den Weltmeisterschaften.
Ein Jahr später ging sie beim zweiten Weltcup der Saison 2018 in Linz/Ottensheim an den Start. Zusammen mit Benedetta Faravelli, Aisha Rocek und Giorgia Pelacchi wurde sie Sechste im Vierer ohne. Bei den Europameisterschaften ging Stefanie Gobbi mit Ludovica Serafini, Carmela Pappalardo und Chiara Ondoli im Doppelvierer an den Start. Sie belegten den zweiten Platz im Vorlauf und mussten damit in den Hoffnungslauf. Im Hoffnungslauf verpassten sie um 14/100 Sekunden die Qualifikation für das A-Finale. Das B-Finale konnten sie souverän gewinnen und damit die Europameisterschaften auf dem siebten Platz beenden. Anschließend starteten die vier auch im Doppelvierer bei der Weltmeisterschaft, die sie als sechste des B-Finales und damit auf Platz 12 beendeten. 2019 wechselte sie wieder zurück in den Doppelzweier und ging mit ihrer neuen Partnerin und Namensvetterin Stefania Buttignon in die Saison. Sie gewannen die Bronzemedaille hinter den Booten aus Deutschland und Rumänien bei der Europameisterschaft. Beim zweiten Weltcup der Saison in Linz/Ottensheim belegten die beiden den zweiten Platz im B-Finale und damit am Ende den achten Platz. Zum Abschluss der Saison gewannen sie das B-Finale bei den Weltmeisterschaften in Linz/Ottensheim, was in der Endabrechnung Platz sieben bedeutete. Damit qualifizierten sie die Bootsklasse für die Olympischen Spiele. Für Italien ist das die erste Teilnahme im Doppelzweier seit den Olympischen Spielen 2008.
Nachdem 2020 der Großteil der Saison abgesagt wurde, belegten die beiden im September bei den Europameisterschaften den sechsten Platz im Doppelzweier. Im darauf folgenden Jahr trat sie bei der Europameisterschaft 2021 im heimischen Varese im Doppelvierer an. Zusammen mit Clara Guerra, Alessandra Montesano und Veronica Lisi qualifizierte sie sich für das A-Finale, wo sie dann als Fünfte über die Ziellinie fuhren. Bei den Olympischen Spielen in Tokio belegte der italienische Doppelvierer in der Besetzung Valentina Iseppi, Alessandra Montesano, Veronica Lisi und Stefania Gobbi den vierten Platz.
Bei den Europameisterschaften 2022 in München traten Kiri Tontodonati und Stefania Gobbi im Doppelzweier an und gewannen die Bronzemedaille hinter dem rumänischen und dem niederländischen Boot.

## Internationale Erfolge
- 2012: Bronzemedaille Junioren-Europameisterschaften im Doppelvierer
- 2012: 6. Platz Junioren-Weltmeisterschaften im Doppelvierer
- 2013: Silbermedaille Junioren-Europameisterschaften im Doppelvierer
- 2013: Goldmedaille Junioren-Weltmeisterschaften im Doppelvierer
- 2014: 7. Platz U23-Weltmeisterschaften im Doppelvierer
- 2016: 4. Platz U23-Weltmeisterschaften im Doppelvierer
- 2017: Bronzemedaille Europameisterschaften im Doppelzweier
- 2017: Silbermedaille U23-Weltmeisterschaften im Doppelzweier
- 2017: 9. Platz Weltmeisterschaften im Doppelzweier
- 2018: 7. Platz Europameisterschaften im Doppelvierer
- 2018: 12. Platz Weltmeisterschaften im Doppelvierer
- 2019: Bronzemedaille Europameisterschaften im Doppelzweier
- 2019: 7. Platz Weltmeisterschaften im Doppelzweier
- 2020: 6. Platz Europameisterschaften im Doppelzweier
- 2021: 5. Platz Europameisterschaften im Doppelvierer
- 2021: 4. Platz Olympische Spiele im Doppelvierer
- 2022: Bronzemedaille Europameisterschaften im Doppelzweier
- 2022: 14. Platz Weltmeisterschaften im Doppelzweier
- 2023: 4. Platz Europameisterschaften im Doppelvierer
- 2023: 9. Platz Weltmeisterschaften im Doppelvierer
- 2024: 7. Platz Europameisterschaften im Doppelvierer
- 2024: 11. Platz Olympische Spiele im Doppelzweier